# James Erskine, 2. Baronet

Wappen des Sir James Erskine, 2. Baronet

Sir James Erskine, 2. Baronet (* Mai 1668; † 23. Juli 1693 bei Neerwinden, Brabant), war ein schottischer Adliger und Offizier.

## Leben
James Erskine entstammte einer Nebenlinie des Clan Erskine und war der dritte Sohn von dreizehn Kindern des Sir Charles Erskine, 1. Baronet († 1663), aus dessen Ehe mit Christian Dundas, Tochter des Richters Sir James Dundas, Lord Arniston.
Da seine beiden älteren Brüder jung starben, erbte er beim Tod seines Vaters im Juni 1690 dessen Adelstitel als 2. Baronet, of Alva, sowie dessen Ländereien Alva und Cambuskenneth in Stirlingshire.
Er war Offizier der schottischen Armee, nahm mit dieser am Pfälzischen Erbfolgekrieg teil und fiel 1693 in der Schlacht bei Neerwinden.
Da er unverheiratet und kinderlos blieb, beerbte ihn sein nächstjüngerer Bruder John Erskine (1672–1739) als 3. Baronet.